# 中国五金博覧会
中国五金博覧会（ちゅうごくごきんはくらんかい）は、中国の五金商品（金属製品）に関する技術取引や、人材交流を行う大型博覧会。

## 概要
毎年9月26日から9月28日まで浙江省永康市の中国科学技術五金城で開催される。中国五金博覧会は中国国家商務省と浙江省人民政府が主催し、中国国際貿易促進委員会、中国商業連合会、中国軽工業連合会、中国科技金融振興会、中国発明協会が共催、浙江省永康市人民政府、中国国際貿易促進委員会の浙江省分会が運営する。

### 1996年 - 2008年
中国五金博覧会は1996年に創立され、2009年まですでに14回開催され、浙江永康という五金の生産と輸出基地、及び中国最大の五金製品の集散センターである中国科学技術五金城の市場を頼りに、五金製品及び関連製品、技術の展示取引と人材の交流を行った。2009年の第14回中国五金博覧会の展示面積は5万平方メートル、展示ブースは2600余り、展示会参加商談貿易は延べ27万7万人、展示会参加商談貿易専門観客は延べ9万6700人、同、貿易人員は延べ5万7600人、外国人は延べ1万人。出来高は82億5000万元で、前回より8.3%増加した。発生輸出額は5億6800万ドルで、前回より4.6%増加した。